# 188.º Regimiento de Proyectores Antiaéreo (v)
El 188.º Regimiento de Proyectores Antiaéreo (Flak-Scheinwerfer-Regiment. 195 (v)), unidad de apoyo de la Luftwaffe durante la Segunda Guerra Mundial.

## Historia
Formado en junio de 1944 en Ploesti, Rumania. Siendo destruida en agosto de 1944 en Ploesti.

## Servicios
- 1 de julio de 1944 - 1 de agosto de 1944: sin antecedentes.
- 23 de agosto de 1944: en Ploesti bajo la 5.ª División Antiaérea, con Sw.240 (v), Sw.509 (v) y Sw.520 (v).